# Animaniacs: The Great Edgar Hunt
Animaniacs: The Great Edgar Hunt — компьютерная игра, выпущенная в 2005 году. Основана на мультсериале «Озорные анимашки»; главные герои игры озвучены теми же актёрами. Игра является одной из нескольких видеоигр, посвящённых «Озорных анимашкам». Релиз игры состоялся для приставок GameCube, PlayStation 2 и Xbox, причём для последних двух игра была выпущена только в Европе, а версия для приставки GameCube была выпущена как в Европе, так и в Северной Америке. При этом версия Animaniacs: The Great Edgar Hunt для PlayStation 2 и Xbox так и не была выпущена, хотя и рекламировалась.

## Сюжет
В Голливуде наступила пора вручения «Эдгаров» (статуэток, являющиеся пародией на «Оскар»), и мультперсонажам не терпится узнать, кого назовут победителем. Однако незадолго до награждения кто-то коварно похищает все статуэтки. Попытки полиции и ФБР отыскать вора успехом не увенчались. Руководство Warner Brothers в панике — церемония должна состояться со дня на день, и отменить её нельзя.
Похитителем оказывается кинорежиссёр Си Си Девиль. Он угрожает расплавить все статуэтки, если генеральный директор Warner Bros. Тадеуш Плотс не заключит с ним выгодный контракт. Осуществляя свой зловещий заговор, недалёкий помощник Си Си Девиля случайно врезается на своём дирижабле в водонапорную башню Warner Bros. Из-за этого 44 из 45 украденных «Эдгаров» разбрасываются по территории студии, а охранник Ральф освобождает Якко, Вакко и Дот, которые соглашаются искать пропавшие награды и, таким образом, спасти весь Голливуд от кажущейся неотвратимой катастрофы.
Последний уровень происходит в небе, когда игрок преследует и сбивает дирижабль Си Си Девиля.

## Роли озвучивали
- Роб Полсен — Якко Уорнер, Пинки, доктор Щмыг-Царап
- Джесс Харнелл — Вакко Уорнер, Большой Вождь Сидящий Бизон
- Тресс МакНил — Дот Уорнер, Привет Сестра, Мэри Хартлесс
- Морис Ламарш — Брейн, Игорь
- Фрэнк Велкер — охранник Ральф, Тадеуш Плотс, Куриц Бу
- Билли Уэст — Си Си Девиль, шериф Марлон
- Джефф Беннетт
- Кевин Ричардсон

## Критика
| Сводный рейтинг    | Сводный рейтинг          |
| Агрегатор          | Оценка                   |
| ------------------ | ------------------------ |
| GameRankings       | 62,19 %                  |
| Metacritic         | GCN: 65/100 Xbox: 58/100 |
| Иноязычные издания |                          |
| Издание            | Оценка                   |
| GameSpot           | GCN: 7,1/10              |
| X-Play             | GCN: 3/5                 |

После выпуска игра получила смешанные и положительные отзывы. Сайт GameSpot поставил ей оценку 7,1/10, заявив: «The Great Edgar Hunt — хороший, хотя и сам по себе не очень оригинальный платформер, предлагающий забавные сценарии и интересные среды для изучения». Gaming Nexus сообщает, что игра «рекомендуется преданным поклонникам сериала. Она не приносит ничего нового на игровой стол, но предлагает существенное приключение, которое должно занять не менее 6 часов. Для лицензионного названия качество необычно, и очарование мультсериала по большей части нетронуто».